# Dasiops orientalis
Dasiops orientalis är en tvåvingeart som beskrevs av Willi Hennig 1948. Dasiops orientalis ingår i släktet Dasiops och familjen stjärtflugor.
Artens utbredningsområde är Taiwan. Inga underarter finns listade i Catalogue of Life.